# فرد وايت (فيزيائي)
فرد وايت (بالإنجليزية: Frederick William George White)‏ هو فيزيائي نيوزيلندي، ولد في 26 مايو 1905، وتوفي في 17 أغسطس 1994.